# Костянтин Коріятович
Костянтин Коріятович (? — бл.1390) — князь подільський (1363–1389) з роду Коріятовичів.

## Біографічні відомості
У 1362 році очолював одну з дружин у битві Ольгерда на Синіх Водах, тобто в районі р. Синюхи, притоки Південного Бугу, де були татарські кочовища. Перемога в цій битві дозволила Коріятовичам одержати у володіння Подільське князівство, де Костянтин став першим князем. Можливо, що Корятовичі лише змінили попередню династію, яка залежала від татар, — нащадків князів волинської гілки Мономаховичів.
Корятовичі дістали Поділля у дуже занедбаному стані, багато міст довелось будувати заново. В літописі під 1363 роком записано, що Коріятович тримав столицю у Смотричі. Літописець відзначив, що Подільська земля (Мале Поділля) була сильно розорена баскаками і отаманами. 1365 року він видав грамоту купцям Кракова на вільну торгівлю з Поділлям. За часів правління князя Костянтина Коріятовича (1380 - до 1391) у Подільському князівстві карбувалась власна монета — подільський полугрошик (перша відома «копійка»).
Король Казимир III, зацікавлений у приєднанні Поділля, запропонував Костянтину шлюб з однією з польських принцес. Однак Костянтин не захотів змінити православ'я на католицький обряд, і переговори виявилися безрезультатними.
Разом з братом Василем запропонували Папі Римському заснувати римо-католицьку парафію у Кам'янці-Подільському.